# A4Tech
A4Tech Corporation este o companie taiwaneză care produce și distribuie periferice. Linia de produse primară include fabricarea mouse-urilor și a tastaturilor, și se extinde până la seturi de căști, camere web și chiar sisteme audio.
Compania a anunțat că în 2003 numărul de mouse-uri produse este de 27 milioane.
Având sediul în Taiwan, compania și-a extins reprezentanța în Germania, Regatul Unit și chiar Statele Unite. Stația de fabricare este situată în China, Guangdong.
Compania a devenit cunoscută prin inventarea mouse-ului optic fără fir, care este atât independent de fir, cât și de baterii, având la bază sistemul inducție electromagnetică, și folosind mouse pad-ul propriu.